# Otzolotepec
Otzolotepec là một đô thị thuộc bang México, México. Năm 2005, dân số của đô thị này là 67611 người.